# Marmesin
Marmesin ist eine chemische Verbindung und ein Naturstoff. Das Furocumarin kommt in Bael-Rinde (Aegle marmelos), Ammi majus, Poncirus trifoliata und anderen Pflanzen vor.
Er ist ein Vorläufer in der Biosynthese von Furocumarinen.